# Gewöhnliche Natternzunge

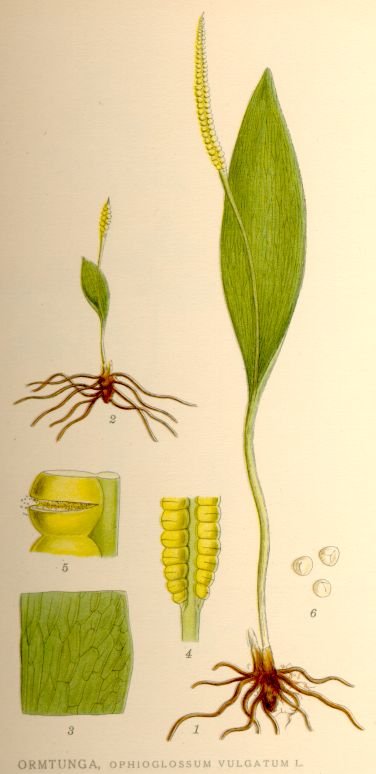
Illustration aus C. A. M Lindmans Bilder ur Nordens Flora

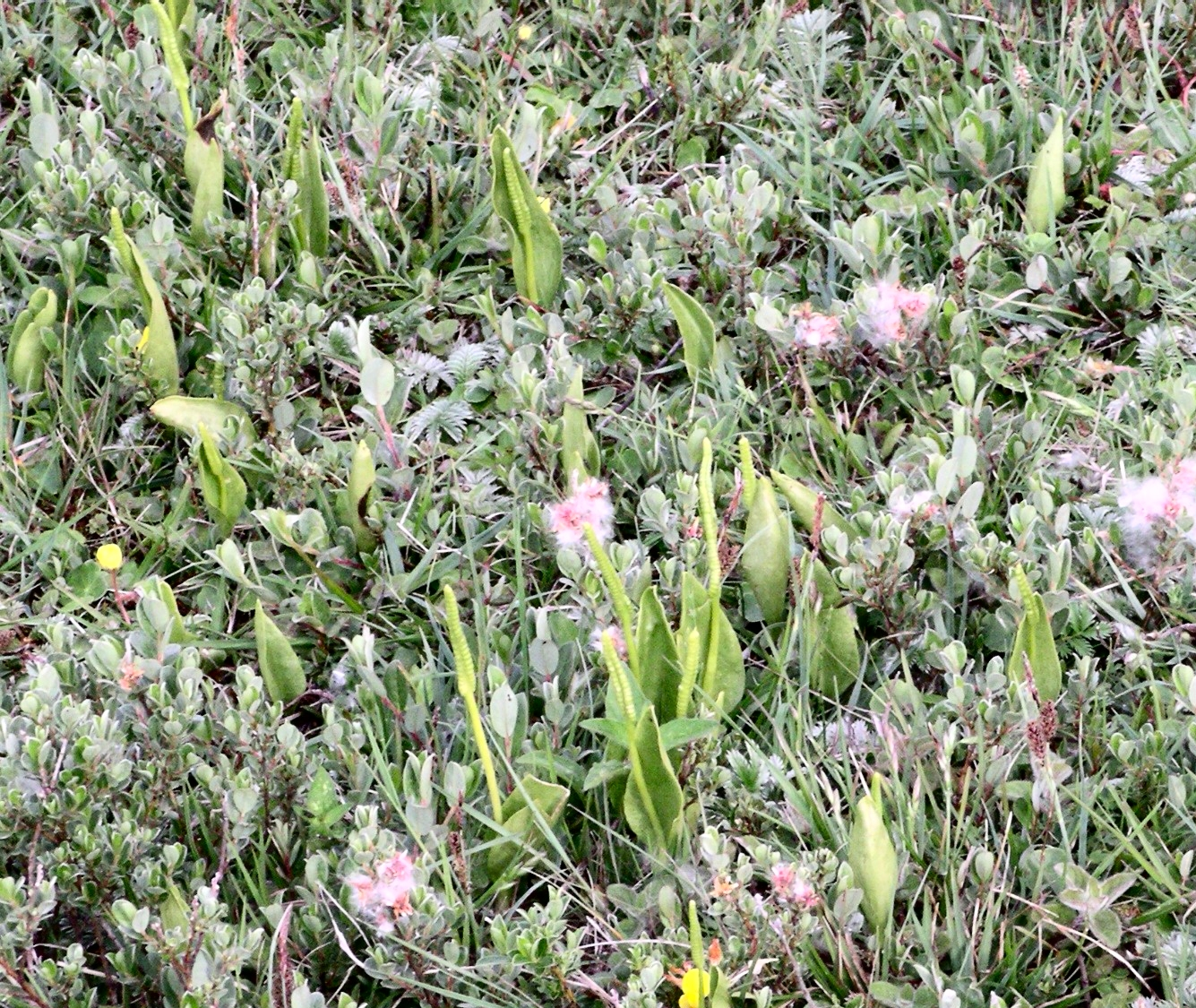
Gewöhnliche Natternzunge, Bestand auf einer Sanddüne auf Anglesey

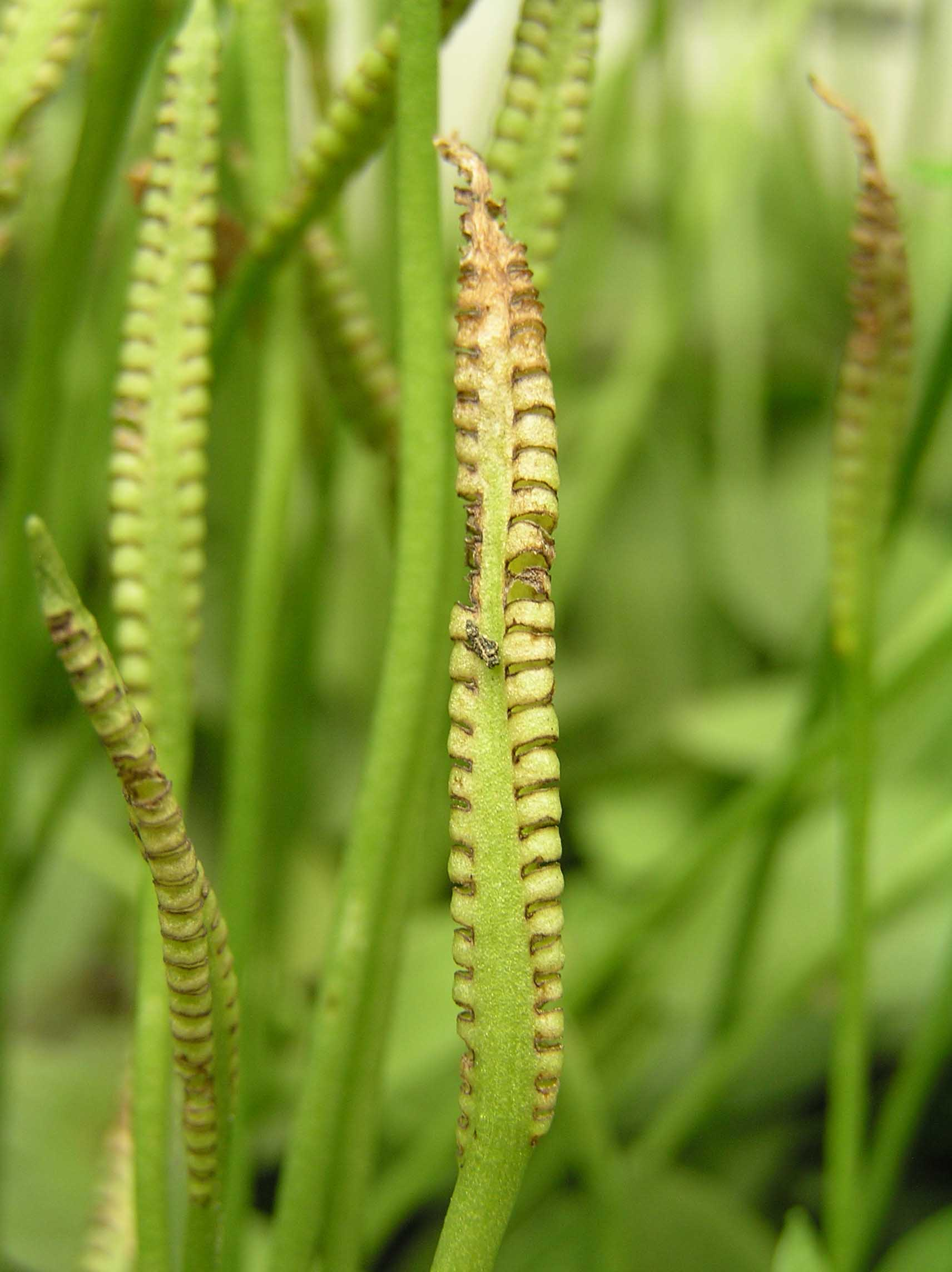
Sporophylle

Die Gewöhnliche Natternzunge (Ophioglossum vulgatum) ist eine Art der Farne in der Gattung der Natternzungen (Ophioglossum)
innerhalb der Familie der Natternzungengewächse (Ophioglossaceae).

## Beschreibung
Die Gewöhnliche Natternzunge ist eine ausdauernde Pflanze, die 10 bis 20 (bis 30) Zentimeter hoch wird. Sie bildet unterirdisch bis zu 20 Wurzeln aus, deren Durchmesser 0,3 bis 0,9 mm beträgt und die radial von der Sprossachse weg wachsen. Den Wurzeln fehlen die Wurzelhaare, deren Funktion wahrscheinlich von Mykorrhizapilzen übernommen wird. Das unterirdische Prothallium ist in der Regel chlorophylllos.
Der Stängel trägt nur ein Laubblatt, das sich im Frühjahr oder Frühsommer bildet. Das Blatt ist wie bei allen Natternzungenarten zweigeteilt. Das sterile Trophophyll ist ungeteilt und ganzrandig. Es ist gestielt, wobei der Stiel etwa 5 mm lang wird. Es steht aufrecht oder leicht geneigt. Die Farbe ist dunkelgrün glänzend. Das Trophophyll ist bei einer gesunden Pflanze glatt. Die Form ist eiförmig oder eiförmig-spatelig, es wird bis zu 10 cm lang und an der breitesten Stelle bis zu 4 cm breit. Sein Grund umfasst das fertile Sporophyll scheidig, die Spitze ist abgerundet. Die Nervatur ist sehr komplex netzförmig, mit freien Venen in Areolen.
Das Sporophyll beginnt auf Bodenhöhe und wird zwei- bis viermal so hoch wie das Trophophyll. Auf ihm sitzen zwei vertikale Reihen aus 10 bis 35 (bis 50) Sporangien. Der Sporangienstand ist 2 bis 5 Zentimeter lang und 3 bis 4 Millimeter breit. Das Apiculum, die kurze Spitze des Sporophylls, wird 1 bis 1,5 mm lang.

## Ökologie
Die Gewöhnliche Natternzunge ist ein Rhizom-Geophyt, der öfter in Herden auftritt. Die Sprossachse ist sehr kurz, unterirdisch, d. h. auf das Rhizom beschränkt. Die Blätter stehen einzeln und bestehen aus einem gelblichgrünen, fettig glänzenden Photosynthese betreibenden Teil und einem senkrecht dazu stehenden, zungenartigen Teil, der die ährenartigen Sporangien trägt; sie bestehen damit also aus einem sterilen und einem fertilen Teil, wobei der letztere oft ausfällt. Pro Jahr entfaltet sich gewöhnlich nur ein Blatt, das zu seiner Entwicklung bis zu drei Jahre braucht und an der Spitze nicht eingerollt ist; nach der Sporenreife stirbt es ab. Es liegt eine endotrophe VA-Mykorrhiza vor, d. h. Prothallium, Embryo und die unterirdisch lebende Jungpflanze parasitieren auf dem Mykorrhiza-Pilz, was einer Myko-Heterotrophie entspricht, während die grüne Pflanze autotroph ist und mit dem Pilz in Symbiose lebt.
Die jungen Pflanzenteile werden im Gegensatz zu den meisten anderen Farnpflanzen relativ oft von Fraßschädlingen angefressen.

### Vermehrung
Das Prothallium lebt unterirdisch, ist chlorophyllfrei, nur wenige Millimeter groß, zuerst von knöllchenförmigem Aussehen, später unregelmäßig wurmförmig. Es ist langlebig und kann bis zu 20 Jahre überdauern. Die Spermatozoiden besitzen viele Geißeln. Die Jungpflanze lebt mehrere Jahre unterirdisch und wird vom Mykorrhizapilz versorgt, bis sie ersten Blätter und Wurzeln gebildet werden. Die Sporangien sind zweizeilig angeordnet. Sie öffnen sich 2-klappig durch einen Querriss. Im Gegensatz zu den meisten übrigen einheimischen Farnen fehlt ein Ring, der sogenannte Anulus mit Kohäsionsmechanismus, so dass die Sporen nicht aktiv ausgeschleudert werden; sie werden vielmehr passiv vom Wind als Körnchenflieger ausgebreitet und sind Dunkelkeimer. Sporenreife ist von Juni bis August.
Die vegetative Vermehrung ist vorherrschend; sie erfolgt durch Wurzelsprosse als „Wurzelbrut“.

## Vorkommen
Die Gewöhnliche Natternzunge besiedelt schattige Sekundärwälder, bewaldete Hänge oder Täler sowie Wälder, die regelmäßig überflutet werden. In Deutschland findet sie sich oft auf Moorwiesen und feuchten, lückenhaften Magerwiesen. Der Boden muss nährstoffarm sein. Die Gewöhnliche Natternzunge gilt als Verbandscharakterart der Pflanzensoziologischen Einheit der Pfeifengraswiesen (Molinion caeruleae), eines ursprünglichen Wiesentyps mit auffälligen Grasarten. Der Bestand in Deutschland ist rückläufig, gilt jedoch als gesichert.
Die Art ist in Eurasien, im Süden der Vereinigten Staaten und in Mexiko verbreitet. Sie kommt aber auch in Afrika, in Argentinien und Chile und auf Madagaskar vor. In Europa kommt sie in allen Ländern vor. Sie steigt in Tirol bis 1400 Meter Meereshöhe auf.
Die ökologischen Zeigerwerte nach Landolt et al. 2010 sind in der Schweiz: Feuchtezahl F = 4w+ (sehr feucht aber stark wechselnd), Lichtzahl L = 3 (halbschattig), Reaktionszahl R = 4 (neutral bis basisch), Temperaturzahl T = 3 (montan), Nährstoffzahl N = 2 (nährstoffarm), Kontinentalitätszahl K = 3 (subozeanisch bis subkontinental).

## Systematik
Der wissenschaftliche Name Ophioglossum vulgare wurde 1753 von Carl von Linné in Species Plantarum Tomus II S. 1062 erstveröffentlicht. Neben der Nominatform Ophioglossum vulgatum var. vulgatum existiert noch eine Varietät Ophioglossum vulgatum var. pycnostichum Fernald, die von Áskell Löve und Doris Benta Maria Löve zuerst als eigene Art Ophioglossum pycnostichum beschrieben wurde.
Nächster Verwandter der Gewöhnlichen Natternzunge scheint Ophioglossum pusillum Raf. zu sein, das sich aber durch eine ledrige basale Blatthülle und kleinere Sporen unterscheidet. Die Art kommt in Nordamerika vor.
Exemplare der Gewöhnlichen Natternzunge aus Europa oder Indien haben zwei Kopien des Genoms (2n) auf ihren Sporen und die DNA ist auf 2n = 480 Chromosomen verteilt. In den Appalachen findet sich aber ein Bestand mit besonders großen Sporen, die 2n = circa 1320 Chromosomen aufweisen, dies ist eine der höchsten Chromosomenzahlen im gesamten Pflanzenreich.

## Kultur
Volkstümlich wird die Gewöhnliche Natternzunge „Unseres Herren Spärkraut“ genannt, nach dem Speer, der dem am Kreuz hängenden Jesus in die Seite gestoßen wurde. Auch wird die Art vor allem um Friedberg (Hessen) „Fieberkräutchen“ genannt. Nach einem Brauch wird an Christi Himmelfahrt die Pflanze gepflückt und mit den Worten „Hier ess ich neue Frucht! – Bewahr mich Gott vor Fieber und gelber Sucht!“ gegessen.